# Сафроновская (Вилегодский район)
Сафроновская — деревня в Вилегодском муниципальном округе Архангельской области.

## География
Находится в юго-восточной части Архангельской области, при автодороге А123, на расстоянии приблизительно 15 км на восток по прямой от административного центра района села Ильинско-Подомское на правобережье реки Виледь.

## История
Отмечалась деревня еще в 1710 году, когда здесь был отмечен 1 двор. В 1859 году здесь (деревня Сольвычегодского уезда Вологодской губернии) было учтено 5 дворов. До 2020 года входила в состав Вилегодского сельского поселения до его упразднения.

## Население
Численность населения: 6 человек (1710 год), 41 (1859), 16 (русские 100 %) в 2002 году, 14 в 2010.